# Florence Nightingale

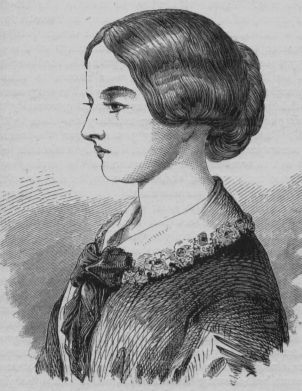
Młoda Florence Nightingale

Florence Nightingale (ur. 12 maja 1820 we Florencji, zm. 13 sierpnia 1910 w Londynie) – angielska pielęgniarka, statystyczka, działaczka społeczna i publicystka. Była zwana „Damą z lampą” (ang. The Lady with the Lamp). Jest uważana za twórczynię nowoczesnego pielęgniarstwa.

## Młodość
Urodziła się w bogatej arystokratycznej rodzinie. Jej ojcem był William Edward Nightingale. Florence i jej siostra Parthenope urodziły się podczas długiej podróży poślubnej rodziców po Europie. Młodość spędziła w Londynie, latem przebywając w wiejskiej posiadłości w Hampshire.

## Kariera zawodowa
W wieku 24 lat ogłosiła, że pragnie zostać pielęgniarką. Swoją decyzją przeraziła rodzinę: pielęgniarki wówczas rekrutowały się zazwyczaj spośród prostytutek i osób z niskich warstw społecznych. W opinii rodziny żadna szanująca się dama nie mogłaby wykonywać tak haniebnego zajęcia. Florence była jednak stanowcza i w 1845 zaczęła odwiedzać szpitale i inne placówki medyczne, gromadząc informacje na ich temat.
W 1851 zaczęła uczyć się zawodu pielęgniarki w Ewangelickim Zakładzie Diakonijnym w Kaiserswerth. Spotkała tam Amalie Sieveking, którą poznała prawdopodobnie podczas pobytu w Londynie. Do spotkania doszło dzięki przyjacielowi Amalie, Christianowi von Bunsenowi. W 1853 Florence przyjęła stanowisko przełożonej w Zakładzie Opieki dla Chorych Dam w Londynie i wykorzystała okazję, aby uczynić z owej instytucji wzorowy szpital swoich czasów. Podjęła się również szkolenia pielęgniarek, którym zapewniała odpowiednie wykształcenie zawodowe i dbała o ich poziom moralny, co miało przyciągać do zawodu kobiety o nieposzlakowanej reputacji.

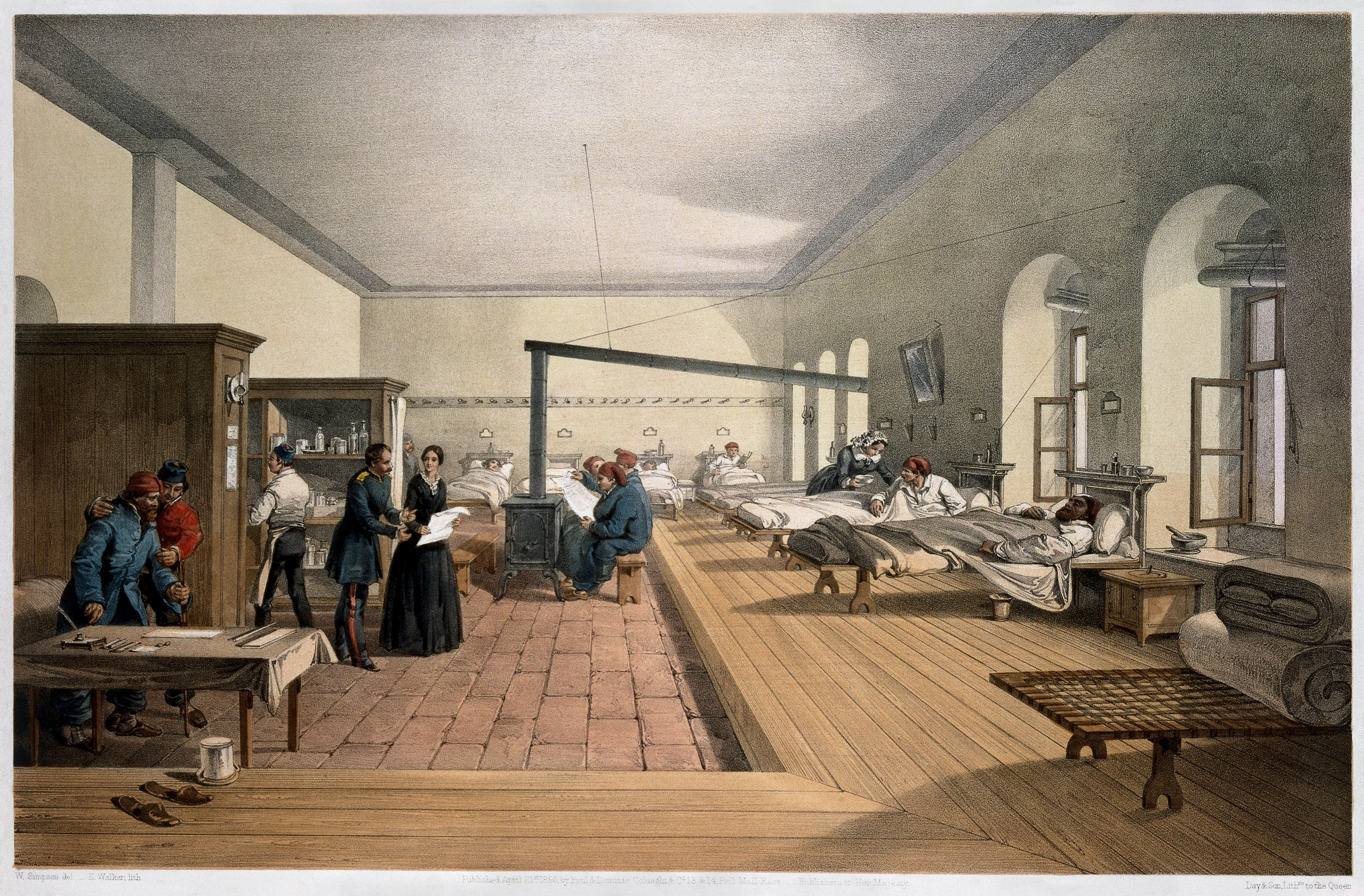
"Jeden z oddziałów szpitala w Scutari (Turcja)". (Wojna krymska 1856)

## Wojna krymska
W czasie wojny krymskiej na prośbę Sidneya Herberta zorganizowała od podstaw opiekę nad rannymi żołnierzami, zwalczając uprzedzenia i sprzeciwy lekarzy, urzędników i oficerów. Wielu żołnierzy brytyjskich rannych w czasie wojny zawdzięczało jej życie. Jako przełożona zespołu 38 angielskich pielęgniarek w szpitalu w Scutari (obecnie: Üsküdar, azjatycka dzielnica Stambułu) zdołała dzięki swej energii i zaangażowaniu poprawić fatalny stan sanitarny brytyjskich szpitali polowych. Odkryła, że ranni żołnierze umierają nie tylko z powodu obrażeń, lecz także na skutek szoku pourazowego, że potrzebują nie tylko leczenia, ale i opieki. Do Anglii wróciła po wojnie pod przybranym nazwiskiem, załamana tym, że pomimo jej wysiłków, nie udało jej się powstrzymać wysokiej śmiertelności spowodowanej chorobami zakaźnymi. Później została ekspertem Armii Brytyjskiej ds. wojskowej służby pielęgniarskiej.

## Wpływ na rozwój pielęgniarstwa
Nightingale wypracowała podstawy, na których opiera się współczesny wizerunek pielęgniarki. Jej zasługą jest zdefiniowanie metod i sposobów pielęgnacji chorych i poszkodowanych. W 1860 założyła w Londynie przy Szpitalu św. Tomasza pierwszą szkołę pielęgniarstwa – The Nightingale Training School (obecnie: The Florence Nightingale School of Nursing and Midwifery).
W 1907 roku przyznano jej jako pierwszej kobiecie brytyjski Order Zasługi, a pięć lat po jej śmierci wzniesiono ku jej czci pomnik na placu Waterloo w Londynie.

## Wybrane publikacje
- 1852 Cassandra
- 1859 Notes on Nursing: What Nursing Is, What Nursing is Not (Uwagi o pielęgniarstwie – pierwszy podręcznik pielęgniarstwa[3][7])
- 1860 Suggestions for Thought
- 1861 Notes on Nursing for the Labouring Classes
- 1871 Introductory Notes on Lying-In Institutions

A Proposal for Organising an Institution for Training Midwives and Midwifery Nurses
- 2010 Collected Works of Florence Nightingale, Wilfrid Laurier University Press, Ontario, Canada[8]

## Medal Florence Nightingale
W 1912 Międzynarodowy Komitet Czerwonego Krzyża ustanowił Medal Florence Nightingale, będący prestiżowym odznaczeniem, przyznawanym zasłużonym pielęgniarkom z całego świata.

## Efekt Florence Nightingale
Efektem Florence Nightingale nazywa się sytuację, w której w opiekunie następuje rozwój uczuć romantycznych, także pociągu seksualnego do swoich pacjentów, nawet przy bardzo małej komunikacji. Uczucia mogą zanikać, gdy pacjent nie potrzebuje opieki.